# Ladivșcina, Prîlukî
Ladivșcina (în ucraineană Ладівщина) este un sat în comuna Mazkî din raionul Prîlukî, regiunea Cernihiv, Ucraina.

## Demografie
Componența lingvistică a localității Ladivșcina
     Ucraineană (100%)
Conform recensământului din 2001, toată populația localității Ladivșcina era vorbitoare de ucraineană (100%).